# Туркуэн-1 (кантон)
Туркуэн-1 (фр. Tourcoing-1) — кантон во Франции, находится в регионе О-де-Франс, департамент Нор, округ Лилль.
Кантон образован в результате реформы 2015 года на основе упраздненных кантонов Туркуэн-Нор и Туркуэн-Нор-Эст.

## Состав кантона
В состав кантона входят коммуны (население по данным Национального института статистики за 2017 г.):
- Аллюэн (20 800 чел.)
- Нёвиль-ан-Феррен (10 284 чел.)
- Ронк (13 388 чел.)
- Туркуэн (северные и восточные кварталы) (21 689 чел.)

## Политика
На президентских выборах 2022 г. жители кантона отдали в 1-м туре Эмманюэлю Макрону 29,8 % голосов против 26,2 % у Марин Ле Пен и 22,4 % у Жана-Люка Меланшона; во 2-м туре в кантоне победил Макрон, получивший 57,3 % голосов. (2017 год. 1 тур:  Марин Ле Пен – 26,6 %, Эмманюэль Макрон – 20,4 %,  Жан-Люк Меланшон – 20,1 %, Франсуа Фийон – 19,1 %; 2 тур: Макрон – 62,3 %. 2012 год. 1 тур: Николя Саркози — 29,6 %, Франсуа Олланд — 24,8 %, Марин Ле Пен — 22,6 %; 2 тур: Саркози — 55,8 %).
С 2021 года кантон в Совете департамента Нор представляют депутат Национального собрания Франции Венсан Леду (Vincent Ledoux) (Разные правые) и мэр города Нёвиль-ан-Феррен Мари Тоннер-Деме (Marie Tonnerre-Desmet) (Республиканцы).
|                | Кандидаты                    | Партия                   | Первый тур | Первый тур     | Второй тур | Второй тур |
| Кол-во голосов | Кандидаты                    | Партия                   | % голосов  | Кол-во голосов | % голосов  |            |
| -------------- | ---------------------------- | ------------------------ | ---------- | -------------- | ---------- | ---------- |
|                | Венсан Леду Мари Тоннер-Деме | Правый блок              | 6 200      | 52,77          | 8 539 '    | 72,59      |
|                | Мелани д’Он Бастьен Вербрюг  | Национальное объединение | 3 000      | 25,53          | 3 225      | 27,41      |
|                | Каролина Федерб Жюль Ювиг    | Левый блок – Зелёные     | 2 549      | 21,70          |            |            |

|                | Кандидаты                       | Партия                      | Первый тур | Первый тур     | Второй тур | Второй тур |
| Кол-во голосов | Кандидаты                       | Партия                      | % голосов  | Кол-во голосов | % голосов  |            |
| -------------- | ------------------------------- | --------------------------- | ---------- | -------------- | ---------- | ---------- |
|                | Гюстав Дассонвиль Мари Тоннер   | Правый блок                 | 8 164      | 39,49          | 11 832     | 61,12      |
|                | Кристоф Марко Виржини Розес     | Национальный фронт          | 7 345      | 35,53          | 7 527      | 38,88      |
|                | Жан-Франсуа Карон Ингрид Десайи | Социалистическая партия     | 3 905      | 18,89          |            |            |
|                | Тьерри Комба Жослин Лефевр      | Левый фронт                 | 1 249      | 6,04           |            |            |
|                | Эрве Дизи Закия Резаигиа        | Европа Экология — «Зелёные» | 10         | 0,05           |            |            |